# Apparat Studios
Apparat Studios är en sammanslutning av kompositörer från Göteborg som bildades 1997. Apparat Studios består i dagsläget av Stefan Sporsén, Johan Strömberg, Fredrik Lidin och Thomas Hagby. Dessa kompositörer jobbar sedan slutet på 1990-talet under namnet Apparat Studios i olika projekt. Medlemmarna i Apparat Studios fungerar som ett musikaliskt kompositörs- och produktionsteam med huvudsaklig inriktning mot filmbranschen. Historiskt har medlemmarna även arbetat med och bakom många musikartister. 
Apparat Studios har som grupp komponerat och producerat musik till spelfilmer, TV-dramer och serier, samt novell- och dokumentärfilmer. Bland de mest kända finns TV-serien Saltön, filmerna om Irene Huss och TV-dramat Kniven i hjärtat av Agneta Fagerström-Olsson och Peter Birro. 
Apparat Studios medlemmar har i sin egen inspelningsstudio även producerat eller medverkat som musiker på skivor för olika artister som Håkan Hellström, Manfred Mann's Earth Band och Triple & Touch. En del skivproduktioner har givits ut på de egna skivmärkena Apparat Records och Rekord Records (se Diskografi).
Bland tidigare medlemmar av Apparat Studios hittar man Magnus Strömberg, Pär Lilliehorn (fd Hallström) och Pär Edwardson.

## Filmografi (i urval)
- 2002 - Farbror Franks resa[1]
- 2004 - Kniven i hjärtat[17]
- 2005 - Saltön[25]
- 2006 - Möbelhandlarens dotter[26]
- 2006 - Bad dreams[27][28]
- 2006 - En fråga om liv och död[29]
- 2007 - Tatuerad torso[30]
- 2008 - Maria Wern - Främmande fågel[31]
- 2008 - Kosovodrömmar
- 2008 - Den krossade tanghästen[32]
- 2008 - Nattrond[33]
- 2008 - Eldsdansen[34]
- 2008 - Glasdjävulen[35]
- 2008 - Guldkalven[36]
- 2008 - Sthlm[37]
- 2010 - Stum sitter guden[31]
- 2010 - Alla de stillsamma döda[31]
- 2011 - Drömmar ur snö[31]
- 2011 - Svart fjäril[31]
- 2011 - Den som vakar i mörkret[38]
- 2011 - Det lömska nätet[39]
- 2011 - En man med litet ansikte[40]
- 2011 - Tystnadens cirkel[41]
- 2011 - I skydd av skuggorna[42]
- 2011 - Jagat vittne[43]
- 2012 - Inte ens det förflutna[31]
- 2015 - Miraklet i Viskan[44]
- 2015 - Prästen i paradiset[45][46]
- 2016 - John Hron[47]

## Diskografi (i urval)

### Apparat Records
- 2002 - Whitney och Elton Johansson (Carl-Einar Häckner, Freddie Wadling, Maja Gödicke m.fl.)[48]
- 2002 - Toss the feathers (Mountain Dew)[49][50]
- 2002 - I manegen (Mess)[51][52]
- 2004 - Språket är hav, det är skepp (Trio Rao)[53]
- 2013 - Irene Huss Series 2 (Original Television Soundtrack)
- 2015 - Prästen i paradiset (Original Motion Picture Soundtrack)
- 2015 - Avig Maria (Mia Skäringer)[54]

### Rekord Records
- 2004 - Best of miracles (Pär Edwardson)
- 2004 - Another Step (Mette Sommer)

### Övriga
- 2004 - Nu börjar det roliga (Jenny Willén)[55][56]
- 2005 - Nåt gammalt, nåt nytt, nåt lånat, nåt blått (Håkan Hellström)[20][21][22]
- 2010 - A matter of time (Winter)
- 2014 - Lone Arranger (Manfred Mann)[23][57][58][59]

## Utmärkelser
Kniven i hjärtat vann år 2005 det prestigefyllda priset Prix Italia.
2006 tilldelades låten När du var här Guldklaven för "Årets låt". Låten skrevs av Johan Strömberg och Stefan Sporsén och producerades av Apparat Studios team. Låten fanns med som ledmotiv i TV-serien Möbelhandlarens dotter, och har även spelats in av bandet Drifters.